# هنری اسکات توک
هنری اسکات توک (به انگلیسی: Henry Scott Tuke) (زاده ۱۸ جون ۱۸۵۸-مرگ در ۱۳ مارچ ۱۹۲۹) هنرمند انگلیسی هنرهای تجسمی بود ولی بیشتر در شاخه‌های نقاشی از مجموه‌های هنرهای تجسمی فعالیت داشت و به عکاسی نیز مشغول بوده است. سبک‌های او بیشتر دریافتگری (امپرسیونیسم) است ولی شهرتش بیشتر بخاطر نقاشی‌هایش از پسران برهنه و مردان جوان است.

## زندگی
او در خانواده‌ای که متعلق به مذهب کواکرها بود به دنیا آمد. نام پدرش دنیل هاک توک بود والبته فیزیک‌دان نسبتاً مشهوری البته در سطح محلی بود و نام مادرش ماری اسنیکنی بود. بعده‌ها خواهرش بعد از مرگش زندگی‌نامه او را می‌نویسد.

## نگار خانه

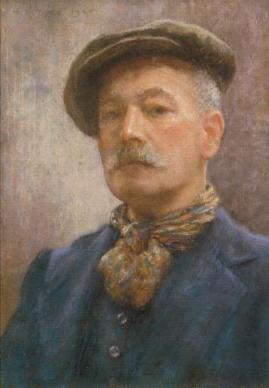
پرتره خود کشیده در سال ۱۹۲۹
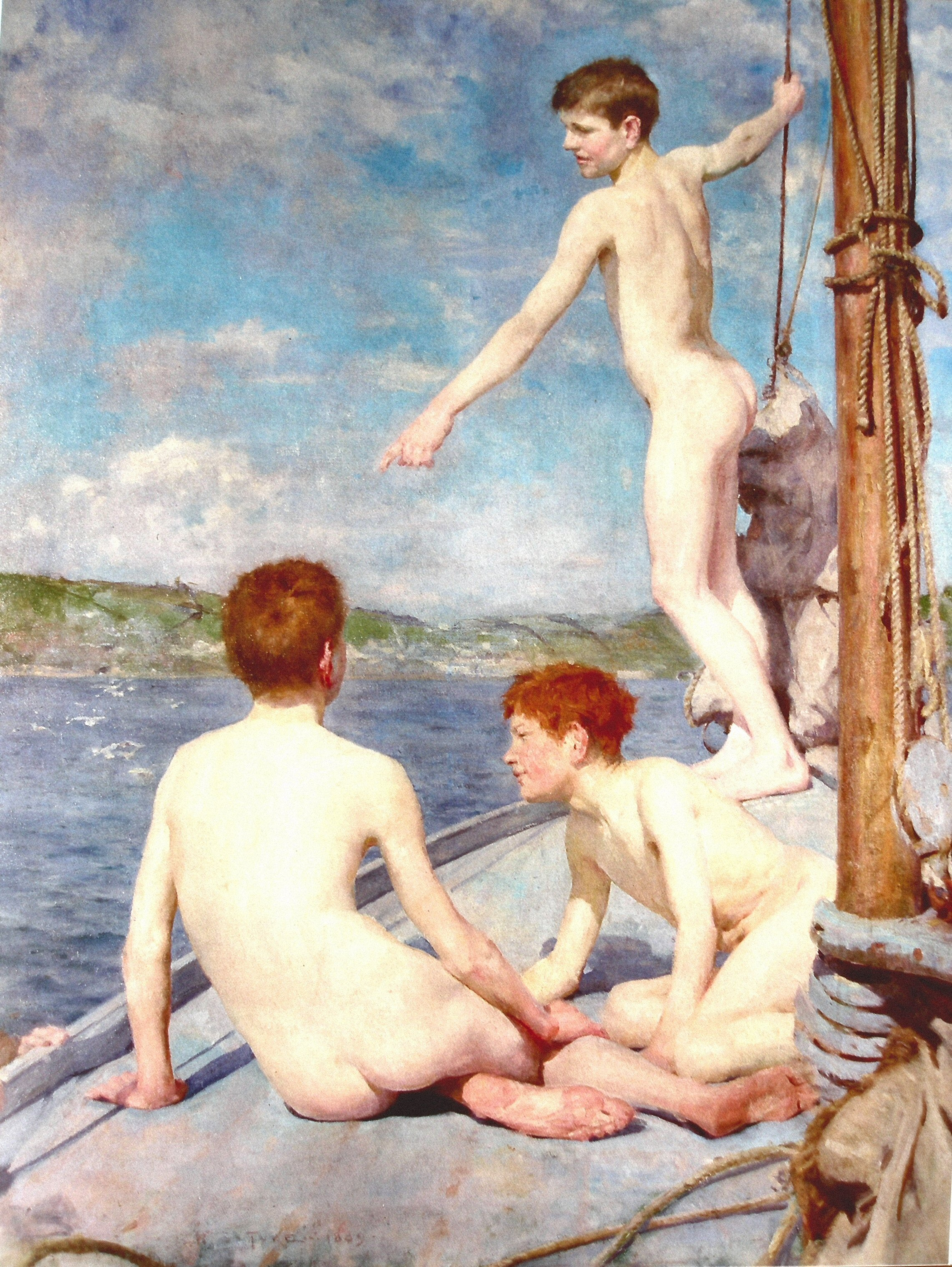
استحمام کننده‌ها، مربوط به سال ۱۸۸۸
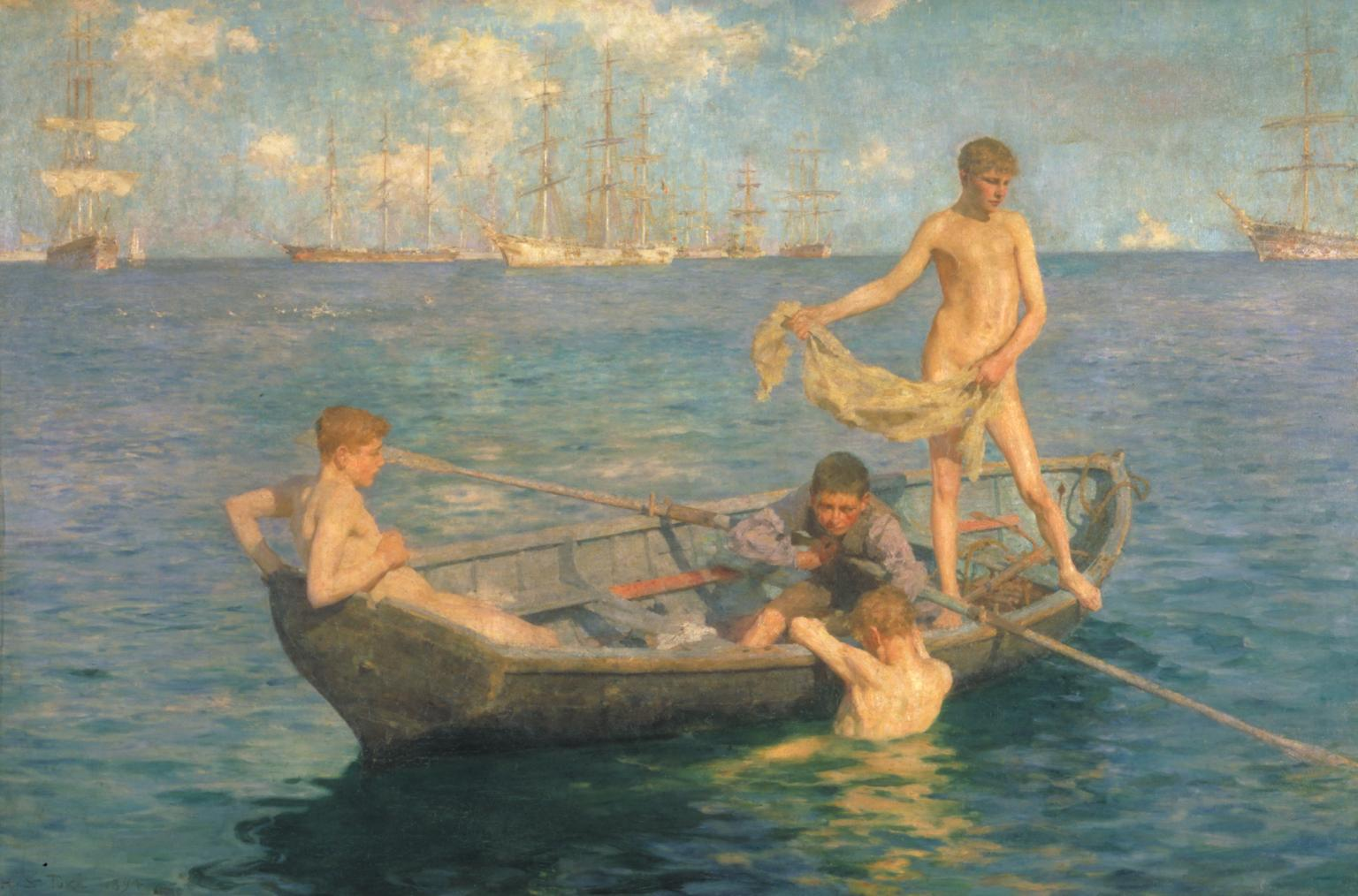
آگوست آبی سال ۱۸۹۳
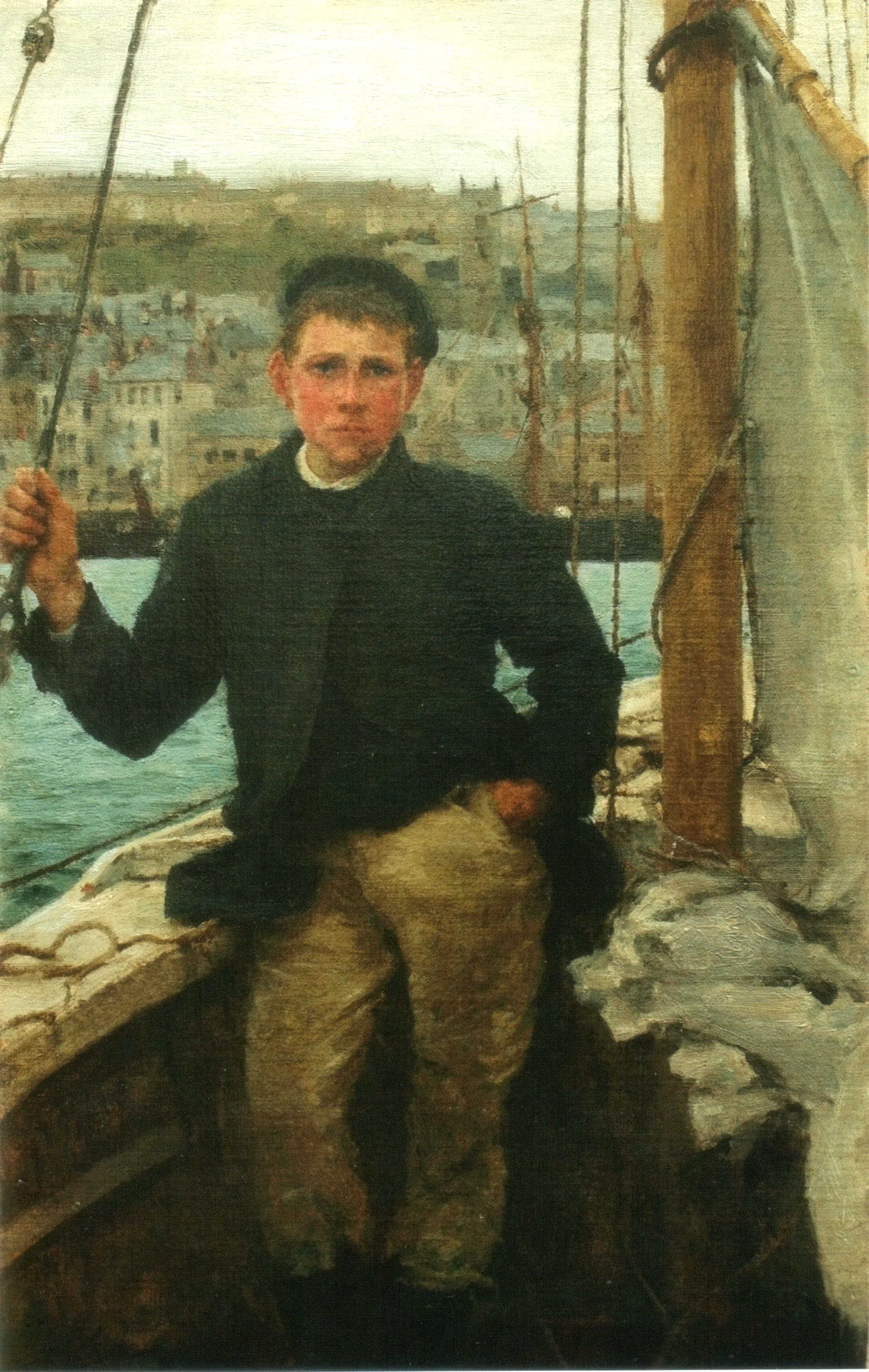
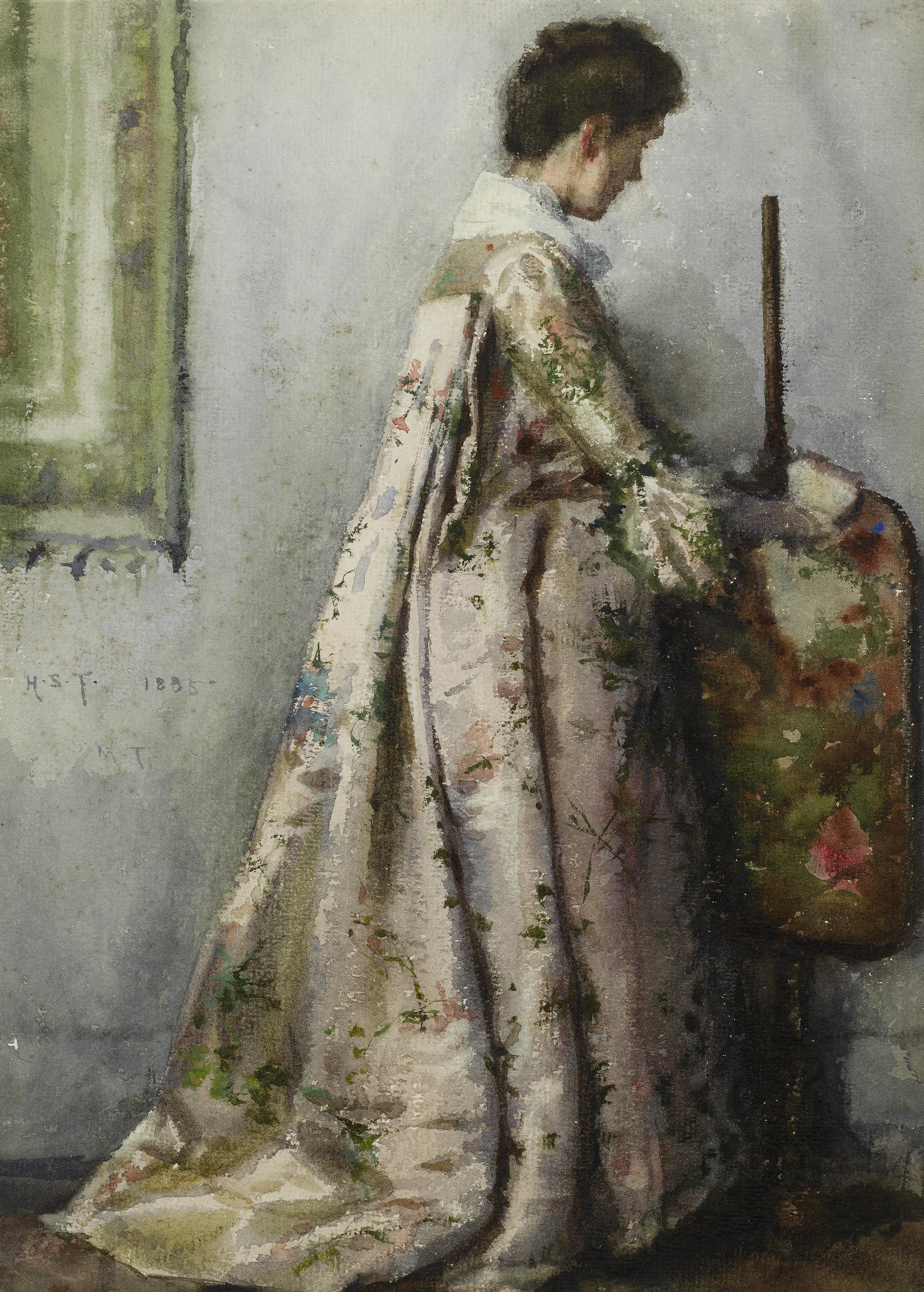
The silk gown, Portrait of Maria Tuke Sainsbury
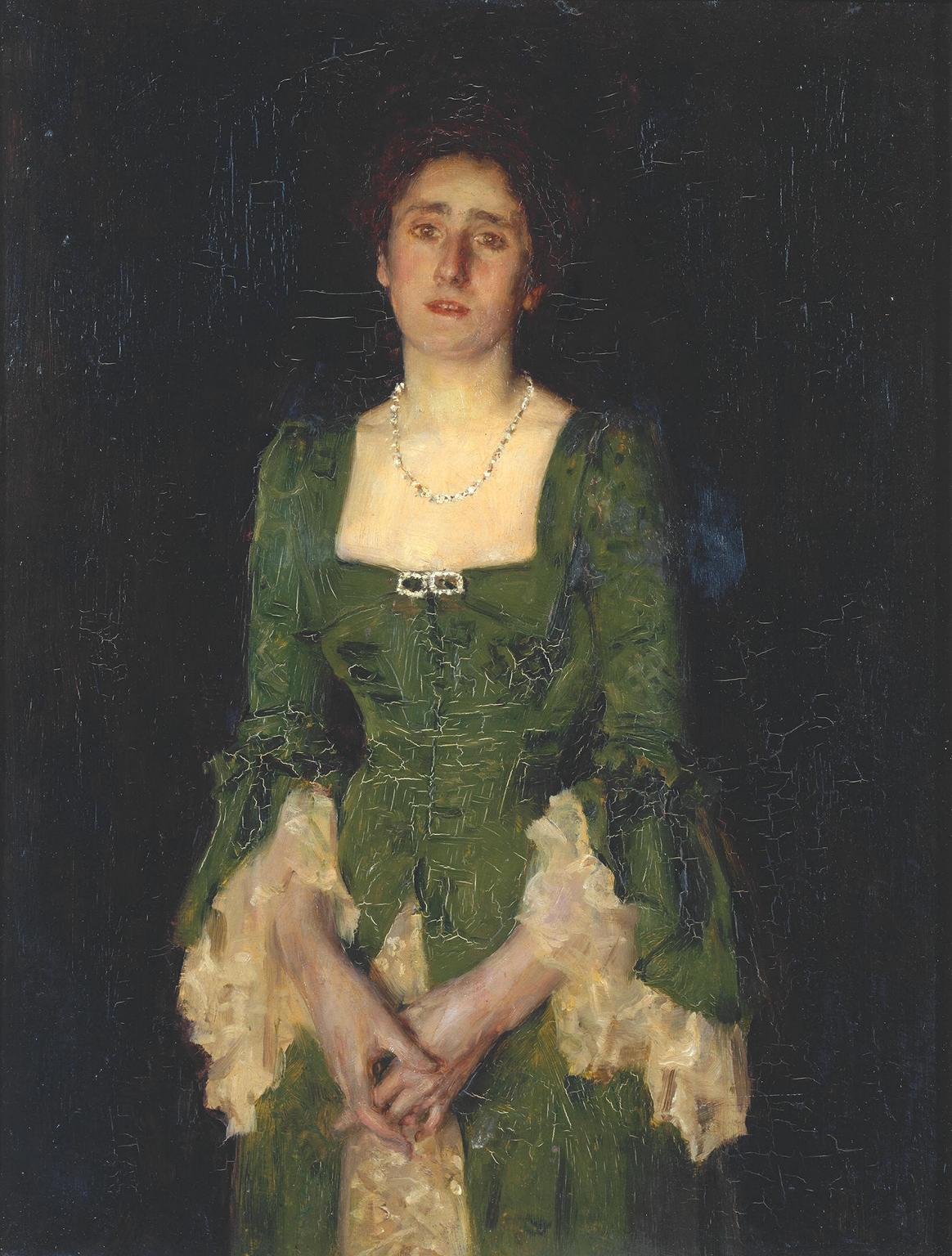
Portrait of Mrs Florence Humphris
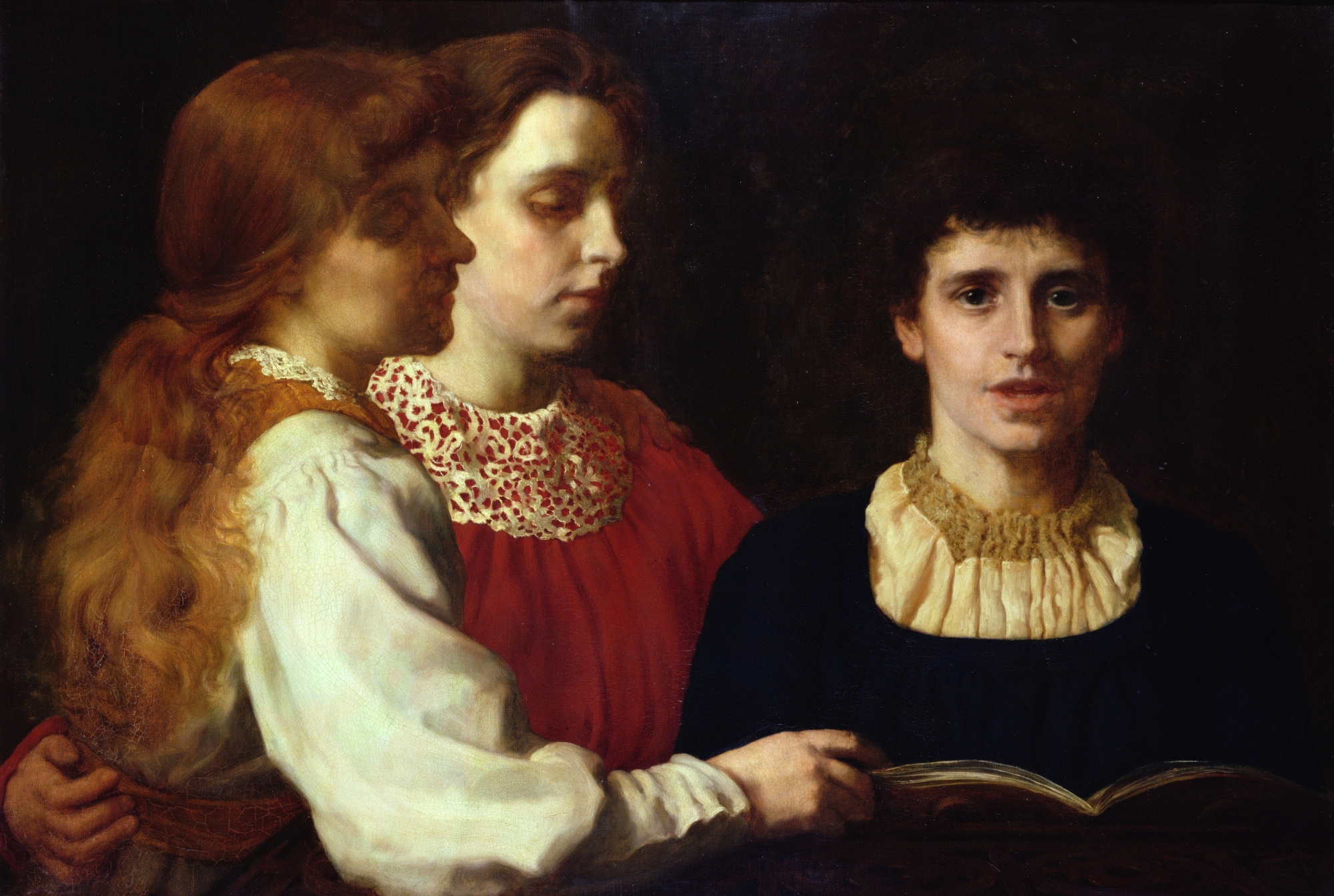
The Misses Santley
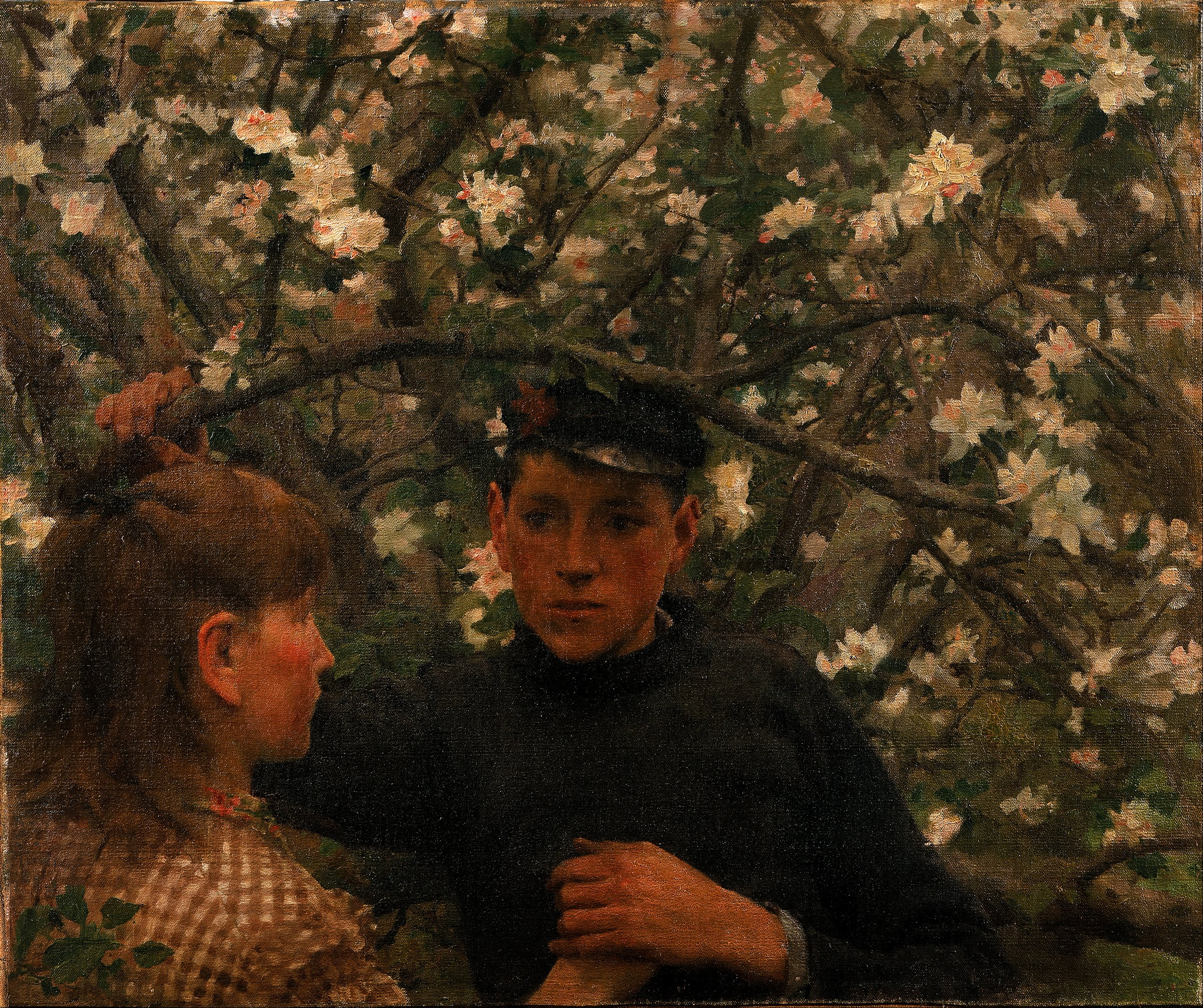
The Promise
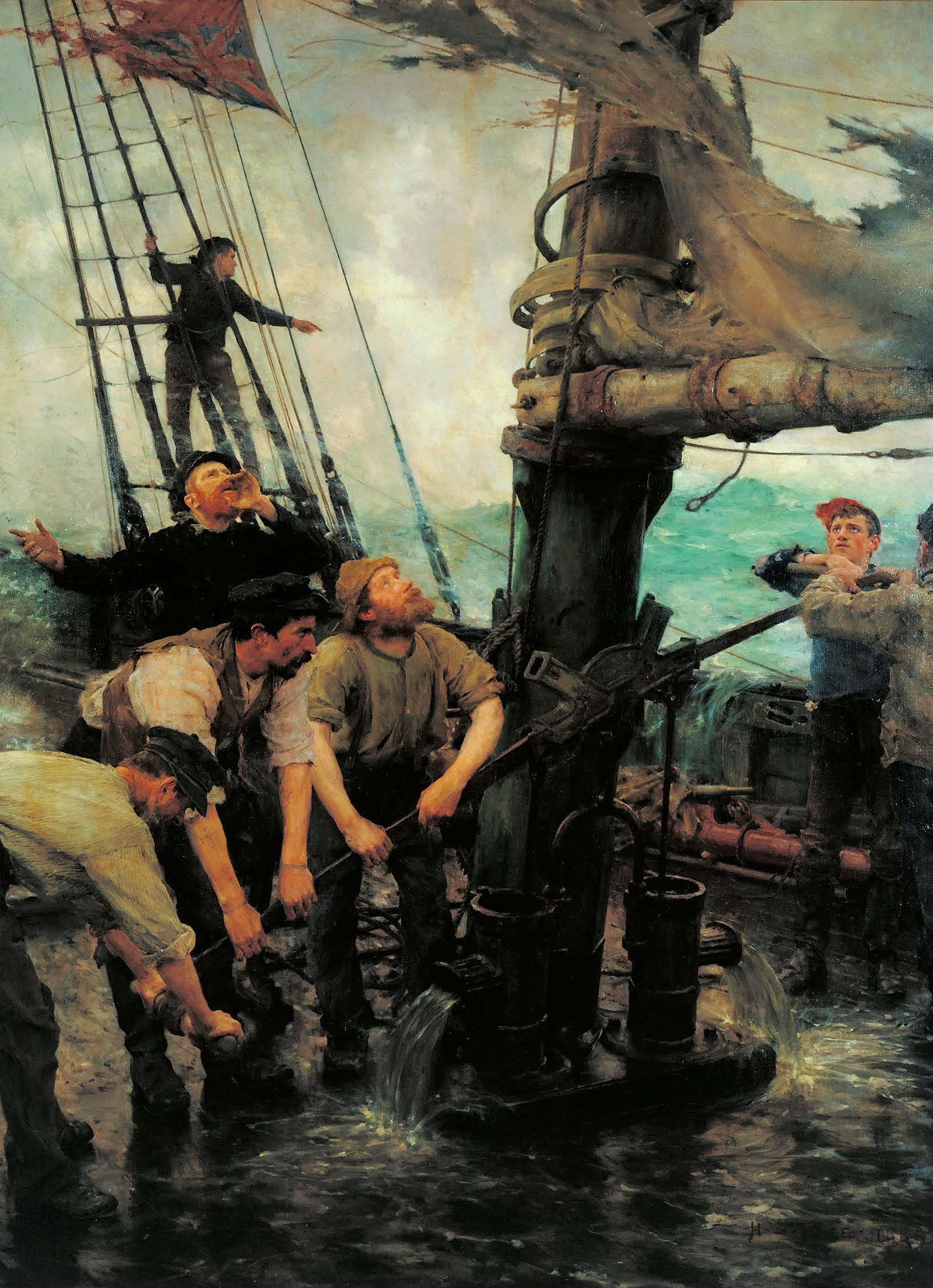
همه دست به پمپ ها
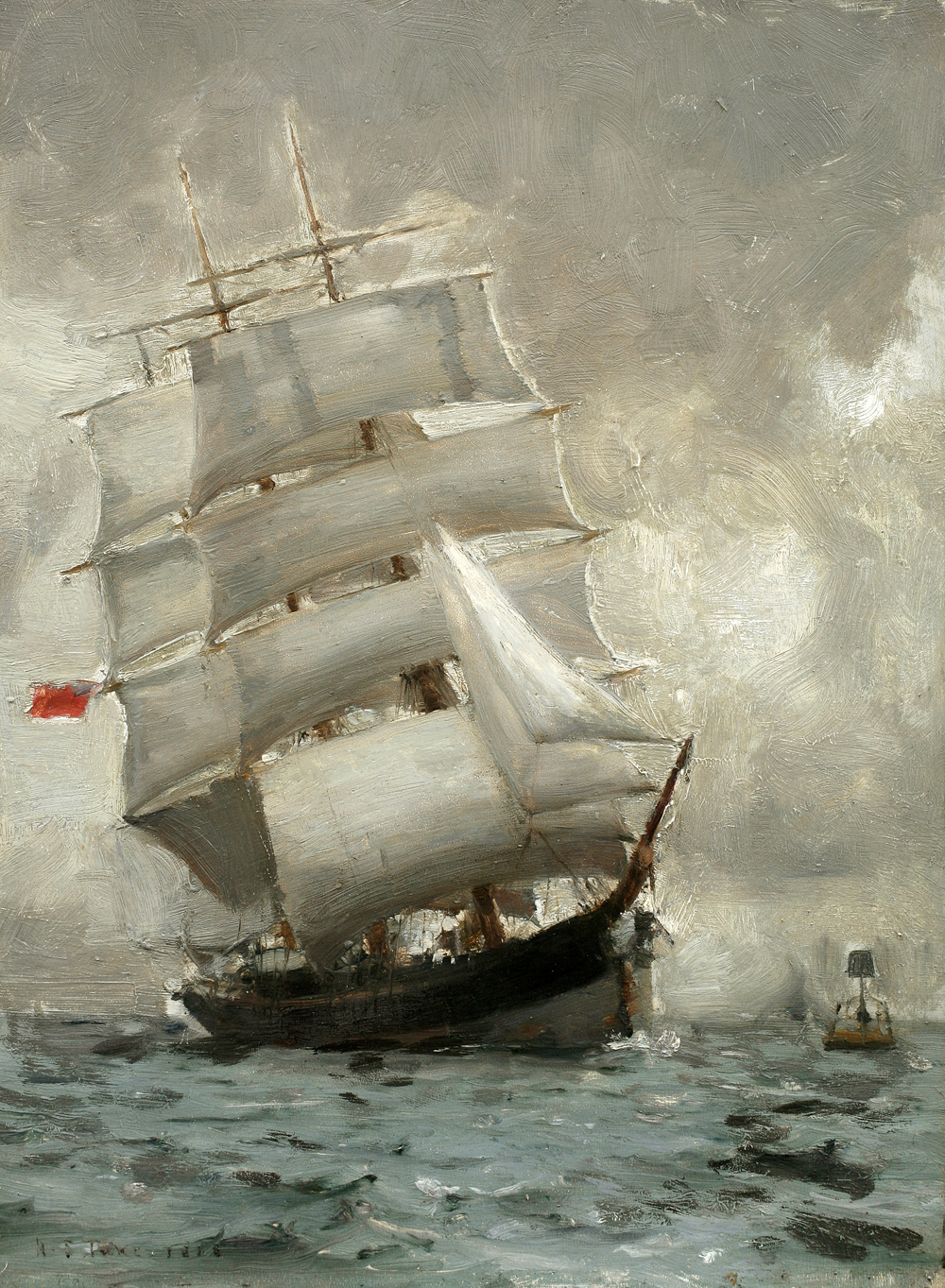
دور زدن شناور ماناکل
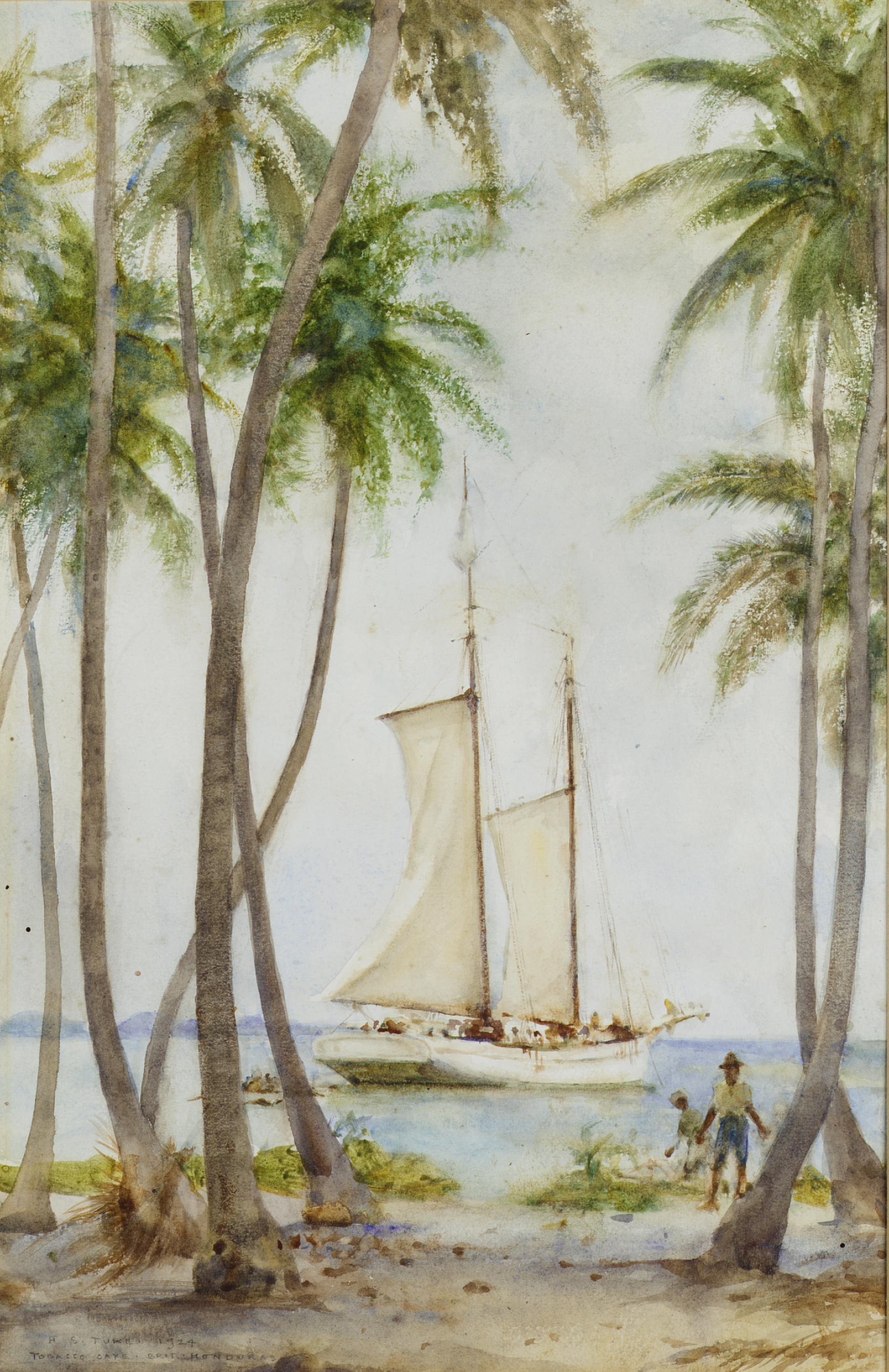
هندوراس
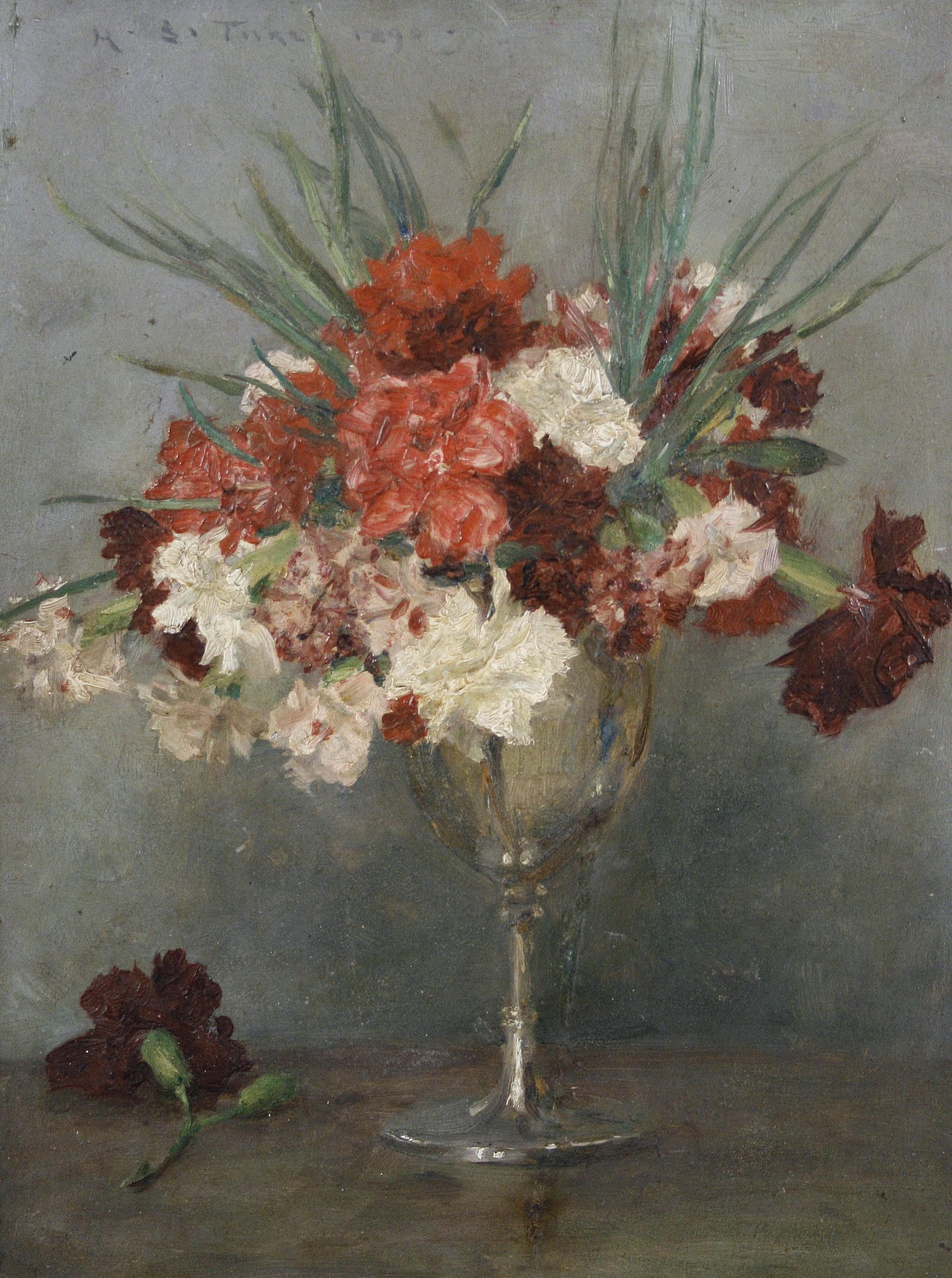
میخک - مطالعه